# Torneo Godó 1986
Il Torneo Godó 1986 è stato un torneo di tennis giocato sulla terra rossa. È stata la 34ª edizione del Torneo Godó,
che fa parte del Nabisco Grand Prix 1986. Si è giocato al Real Club de Tenis Barcelona di Barcellona in Spagna, dal 22 al 28 settembre 1986.

## Campioni

### Singolare
Kent Carlsson ha battuto in finale  Andreas Maurer con il punteggio di 6–2, 6–2, 6–0

### Doppio
Jan Gunnarsson  /  Joakim Nyström hanno battuto in finale  Carlos Di Laura /   Claudio Panatta con il punteggio di 6–3, 6–4